# Mutter (chanson)
Pour les articles homonymes, voir Mutter.
Singles de Rammstein
Ich will
(2001) Feuer frei!
(2002)
Mutter (mère en allemand) est un single de Rammstein sorti en 2001 avant la sortie de l'album du même nom. Cette chanson présente un enfant qui n'a jamais connu sa mère et ignore tout de l'existence. Ce texte est une référence aux relations compliqué des membres du groupes avec leurs propres mères. Le texte se termine sur les envies matricides et suicidaires du narrateur.